# Adolf Bechtold
Adolf Bechtold  (Fráncfort del Meno, 20 de febrero de 1926 – Fráncfort del Meno, 8 de septiembre de 2012) fue un futbolista alemán, que jugó toda su carrera en el Eintracht Frankfurt ganando el Campeonato con los Main siders. Bechtolf, de profesión mecánico de instrumentos, tocó desde 1938 hasta 1942 en la academia juvenil desde 1942 en el equipo senior apareciendo más de 400 veces hasta 1960. Sus principales títulos son fue el Campeonato Alemán en 1959 y el Campeonato del Sur de Alemania en 1953 y 1959. En la temporada 1959-60, Bechtold junto a su equipo a la final de la final de la Copa de Europa de 1960, donde fueron derrotados por el Real Madrid con un marcador de 7-3. Bechtold ya no era un habitual y no apareció en este partido y solo jugó en un partido de esta temporada de la Copa de Europa. Esta fue su única aparición internacional porque nunca fue convocado por Alemania. Fue miembro de honor y honrado capitán del Eintracht Frankfurt.

## Clubes
| Club                | País     | Año       | Partidos | Goles |
| ------------------- | -------- | --------- | -------- | ----- |
| Eintracht Fráncfort | Alemania | 1942–1960 | 397      | 3     |

## Palmarés

### Campeonatos regionales
| Título                            | Club                | Año     |
| --------------------------------- | ------------------- | ------- |
| Campeón Alemán                    | Eintracht Fráncfort | 1959    |
| Finalista de la Copa de Europa    | Eintracht Fráncfort | 1960    |
| Campeonato de Alemania Meridional | Eintracht Fráncfort | 1952–53 |
| Campeonato de Alemania Meridional | Eintracht Fráncfort | 1958–59 |

## Otras lecturas
- Ulrich Matheja: Schlappekicker und Himmelsstürmer. Die Geschichte von Eintracht Frankfurt. Verlag Die Werkstatt. Göttingen 2004 (4. Ed. 2017) (ISBN 3-89533-427-8).
- Werner Raupp: Toni Turek – „Fußballgott“. Eine Biographie. Hildesheim: Arete Verlag 2019 (1., rev. Ed.) (ISBN 978-3-96423-008-9), p. 52–58.